# Samuel Scheidt
Samuel Scheidt (Halle, batejat el 3 de novembre de 1587 - 24 de març de 1653) va ser un compositor, organista i mestre alemany del Barroc primerenc.

## Biografia
Va néixer a la ciutat de Halle (Saxònia-Anhalt), a l'actual Alemanya. Després de completar els primers estudis va viatjar a Amsterdam a estudiar amb Sweelinck, el distingit compositor holandès, qui el va influir clarament en el seu estil. En retornar a Halle és nomenat organista de la cort i després mestre de capella per al "marcgravi" de Brandenburg. A diferència d'altres músics alemanys, com per exemple Heinrich Schütz), va romandre a Alemanya durant la guerra dels Trenta Anys, tractant de sobreviure ensenyant i realitzant diversos tipus de feina. Amb el retorn de la pau, va recuperar el seu lloc de mestre de capella.

## Obra
Scheidt va ser el primer compositor del Barroc alemany que va escriure obres rellevants per a orgue i contribueix a la creació del nou estil de composició del nord d'Alemanya, impulsat principalment per la reforma protestant. Al sud d'Alemanya i en altres països europeus, la influència espiritual i artística de Roma es mantenia intacta, amb la qual cosa la música continuava derivant dels models italians. Distanciats de Roma, els músics de les noves regions protestants van desenvolupar noves idees estilístiques, ben diferents de les dels seus veïns.
Pel que fa a les obres, destaca la:
- Música instrumental, incloent-hi una gran quantitat de música per a teclat, la majoria per a orgue.
- Música sacra vocal, incloent-hi obres a cappella, amb baix continu, o amb algun altre acompanyament instrumental.

La seva música per a orgue va ser famosa en la seva època, fins que va ser eclipsada per l'obra posterior de J. S. Bach. En els seus nombrosos preludis corals, Scheidt usa sovint una tècnica de patrons de variació, en la qual cada frase del coral utilitza un motiu rítmic diferent i cada variació, consistent en diverses frases, és més elaborada que l'anterior, fins a arribar al clímax final. A més a més dels seus preludis corals, va escriure nombroses fugues, suites de danses –molt sovint de forma cíclica i compartint un baix continu comú–, i fantasies.